# 레오폴드 고도프스키

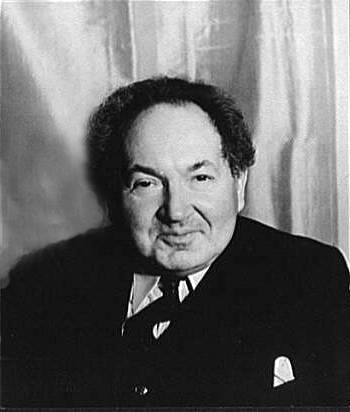
레오폴드 고도프스키 (1935년)

레오폴드 고도프스키(영어: Leopold Godowsky, 1870년 2월 13일 ~ 1938년 11월 21일)는 폴란드계 미국인 거장 피아노 연주자, 작곡가, 교사였다. 그는 피아니스트적 기술 내에서 이완된 무게와 운동의 경제성에 관한 이론으로 잘 알려진 당대 가장 높이 평가받는 연주자 중 한 명이었다. 후에 고도프스키의 제자 겐리흐 네이가우스에 의해 전파되었다.
작곡가로서 고도프스키는 다른 작곡가의 작품 패러프레이즈로 유명한데 그 중에서도 《쇼팽의 연습곡에 관한 53개의 연습곡》(1894년 ~ 1914년)이 유명하다.

## 생애
리투아니아에서 유대인 가문의 아들로 태어난 고도프스키의 재능은 매우 일찍 나타났고, 5살 때 이미 작곡을 하고 피아노와 바이올린에 능숙해지고 있었다. 그는 9살에 첫 콘서트를 열었고, 곧이어 리투아니아와 동프로이센 전역을 순회했다.
1890년 그는 미국으로 돌아와 뉴욕 음악대학 교직원들과 함께 교육학 경력을 쌓기 시작했다. 테레사 카레뇨와 함께 고도프스키는 순수 근육운동과 구별되는 중량 이완 원리를 가르친 최초의 피아니스트였다. 1897–98년 고도스키는 19세기 전체 레퍼토리를 대상으로 한 8번의 콘서트를 개최함으로써 그의 명성을 더욱 공고히 했다.
1900년 12월 6일 베를린 베토벤홀에서 열린 특히 성공적인 콘서트는 고도프스키의 명성을 크게 높였다. 그는 베를린으로 건너가 다시 연주와 교수로 시간을 나누고 매년 콘서트 투어를 했다. 1909년 그는 빈 음악원의 페루초 부소니의 수업을 이어받았고, 그곳에서 1914년까지 계속 가르쳤다. 1912년에서 1914년 사이에 고도프스키는 미국에서 여러 번의 콘서트를 열었고 또한 그곳에서 그의 첫 번째 축음기 음반을 만들었다.
그러나 고도프스키의 경력은 번창하는 동안 그의 사생활은 서서히 무너져 가기 시작했다. 그의 아내 프리다는 1924년에 심각한 병에 걸렸고 그녀의 건강은 그 이후로 계속 악화되었다. 1928년 고도프스키의 아들 고든은 학업을 포기하고 보드빌 무용수와 결혼하여 그의 아버지가 그를 무시하게 만들었다.

## 작곡
작곡가로서 고도프스키는 다른 작곡가들에 의해 피아노 곡의 패러프레이즈로 가장 잘 알려져 있는데, 그는 기발한 대위법적 기교와 풍부한 화음으로 그것을 향상시켰다. 이 장르에서 그의 가장 유명한 작품은 《쇼팽의 연습곡에 관한 53개의 연습곡》(1894년 ~ 1914년)이다.

## 연주
고도프스키는 청중, 동료, 비평가들 모두에게 찬사를 받은, 당대 최고의 피아니스트 중 한 명으로 여겨졌다.

## 참고 자료
- Dubal, David (2004). 《The Art of the Piano》. Cambridge: Amadeus Press.
- Godowsky, Dagmar (1958). 《First Person Plural: The Lives of Dagmar Godowsky》. Viking Press. ISBN 978-0-67031-593-2.
- Hopkins, Charles (2001). 〈Leopold Godowsky〉.   Sadie, Stanley; Tyrrell, John. 《The New Grove Dictionary of Music and Musicians》 10 2판. London: Macmillan. 73–4쪽. ISBN 0-333-60800-3.
- Nicholas, Jeremy (1989). 《Godowsky, the Pianists' Pianist: A Biography of Leopold Godowsky》. Appian Publications & Recordings. ISBN 978-1-870295-01-7.
- Rimm, Robert (2003). 《The Composer-Pianists: Hamelin and The Eight》. Amadeus Press. ISBN 978-1-57467-072-1.
- Saxe, L. A. (1957). “The Published Music of Leopold Godowsky”. 《Notes》 (Music Library Association) 14 (2): 165–183. doi:10.2307/891677. JSTOR 891677.
- Schonberg, Harold C. (1987). 《The Great Pianists》 2판. New York: Simon & Schuster. ISBN 978-0-393-03857-6.